# Zagórze (Sosnowiec)

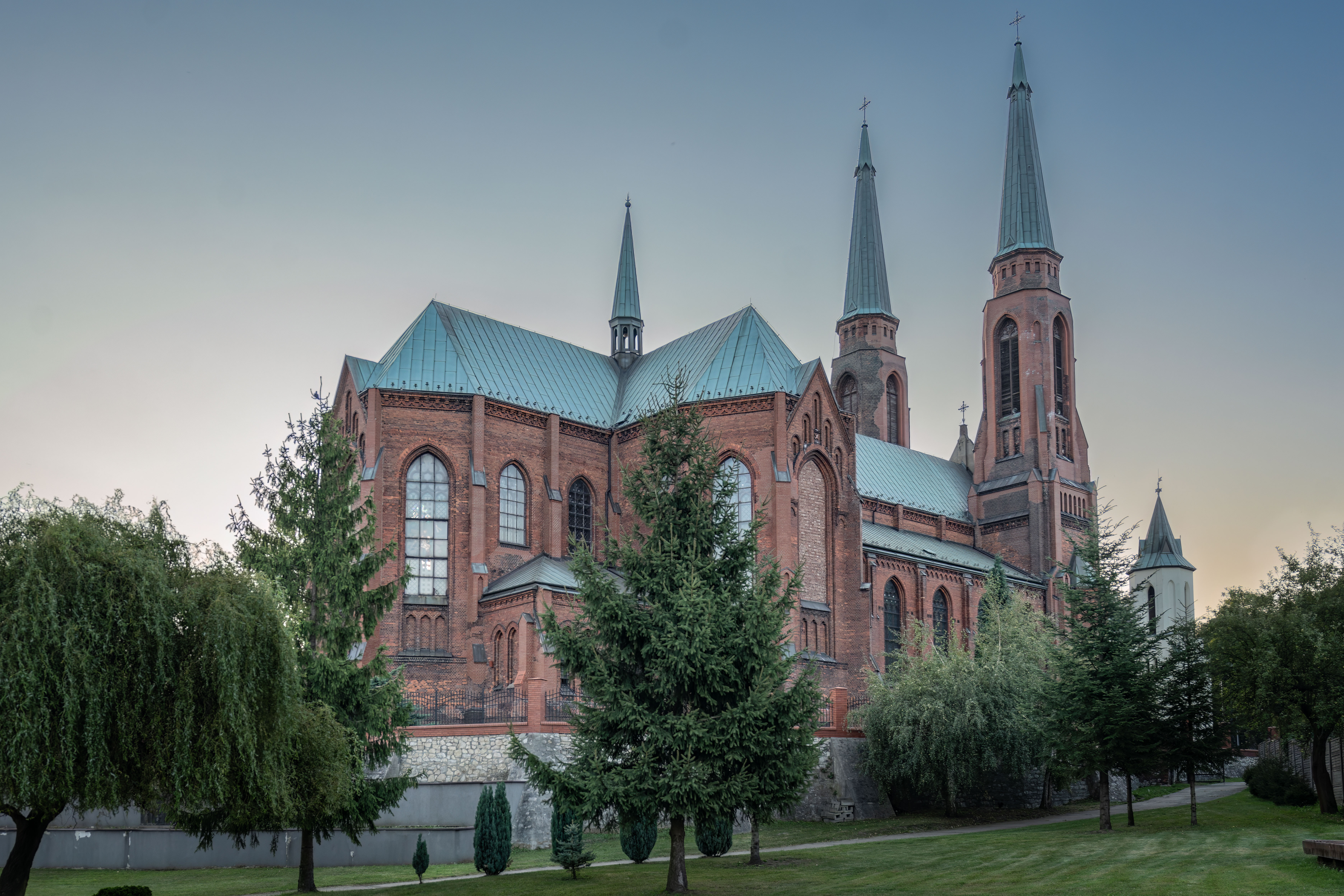
Kościół pw. św. Joachima

Zagórze – północna dzielnica Sosnowca, przeobrażona urbanistycznie w czasie budowy Huty Katowice w latach 70. oraz w latach 80. XX wieku. W latach 1967–1975 samodzielne miasto w powiecie będzińskim, a następnie w 1975 r. włączone na podstawie decyzji administracyjnych do  Sosnowca. 
Graniczy od północy z Dąbrową Górniczą, od wschodu z Kazimierzem i Porąbką, od południa z Klimontowem i Sielcem, od zachodu ze Środulą, a od północnego zachodu z Będzinem.
W dzielnicy ma swoje źródła Potok Zagórski, a północno-zachodnią częścią przebiega droga krajowa nr 94, posiadająca na granicy z Dąbrową Górniczą węzeł drogowy z bezkolizyjnym skrzyżowaniem, od którego odchodzi droga wojewódzka nr 910.

## Podział
Części dzielnicy i osiedla mieszkaniowe:
- Józefów (do 1954 r. odrębna wieś, a w latach 1954–1975 w granicach miasta Zagórze)
- Mortimer[4]
- Kępa
- Kolonia Mec
- Pekin
- Małe Zagórze
- Osiedle Bohaterów Monte Cassino
- Osiedle Kisielewskiego
- Stare Zagórze – część Zagórza położona od Mecu do granicy z Dąbrową Górniczą
- Zagórze Wschodnie (Osiedle Koszalińska, Ulica Lubelska, Ulica Radomska, Osiedle Lenartowicza, Osiedle 11 Listopada)
- Osiedle Gwiezdna

## Pochodzenie nazwy
Nazwa pochodzi od rzeczownika zagórze, oznaczającego „miejsce położone za górą”. W XIV i XV wieku nazwa wykazywała nieustaloną formę. Świadczą o tym zapisy: de Zagoricz (1379 r.), Zagorze (1389 r.), Zagorzicze (1437 r.) i Zagorze (1470–1480).

## Historia
- XI-XII w. – na Starym Zagórzu funkcjonuje osada produkcyjna – huta srebra i ołowiu[6].
- XII–XIII w. – pierwsze wzmianki o osadzie w miejscu Zagórza[6].
- 2 poł. XIV w. – właścicielami wsi byli bracia Mikołaj i Czader z rodu Gryfitów.
- XV w. – osada stała się własnością Jana Zagórskiego.
- 1666 r. – własność rodziny Mieroszewskich, nabyte przez starostę siewierskiego Krzysztofa Mieroszewskiego herbu Ślepowron.
- 1864 r. – Zagórze stało się własnością Gustawa von Kramsta i jego spadkobierców, a następnie kapitału francuskiego tworzącego Towarzystwo Kopalń i Zakładów Hutniczych Sosnowieckich[7].
- 1 czerwca 1939 r. – uruchomiono pierwsze połączenie autobusowe na trasie Śródmieście Sosnowca – Dąbrowa Górnicza.
- 15 lipca 1959 r. – nieudana próba zamachu na I sekretarza KC KPZR Nikitę Chruszczowa[8].
- 3 grudnia 1961 r. – nieudana próba zamachu na I sekretarza KC PZPR Władysława Gomułkę przy ówczesnej ul. Krakowskiej (później PKWN, dziś Szymanowskiego). Obydwa zamachy przygotował Stanisław Jaros umieszczając bombę zegarową przy trasie przejazdu dygnitarzy.
- 1 stycznia 1967 r. – uzyskanie praw miejskich.
- 1 czerwca 1975 r. – utrata statusu miasta, przyłączenie do Sosnowca[3].
- 1978 r. – uruchomienie zajezdni autobusowej WPK Katowice zakład nr 8 (obecnie PKM Sosnowiec).
- 28 października 1982 r. – uruchomienie połączenia tramwajowego ze Śródmieściem Sosnowca i Katowicami.
- 1998 r. – zakończenie wydobycia węgla w Kopalni Węgla Kamiennego Porąbka-Klimontów.
- 14 czerwca 1999 r. – przejazd papieża Jana Pawła II zagórskimi ulicami (Księdza Franciszka Blachnickiego, Generała Tadeusza Bora-Komorowskiego, Generała Mariusza Zaruskiego, Marszałka Edwarda Rydza-Śmigłego) na pobliski plac przy ulicy Gwiezdnej, na którym odbyła się msza zorganizowana w ramach VII pielgrzymki papieża do Polski[9].

## Zabytki[10]
- Dwór Mieroszewskich
- Kościół św. Joachima

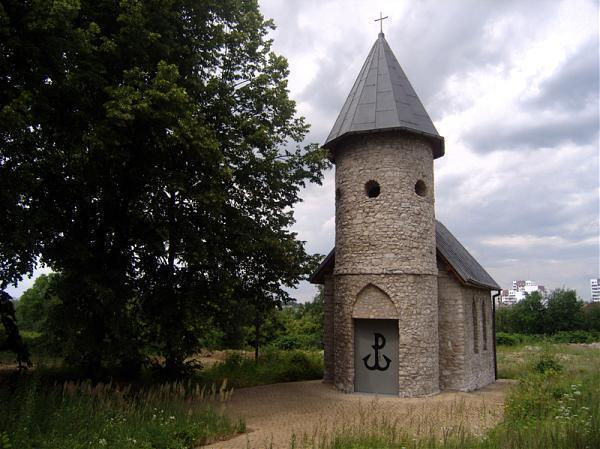
Kapliczka Matki Bożej Akowskiej

- Grodzisko stożkowate z XIV-XV w. w miejscu rycerskiej siedziby należącej do rycerzy z rodu Gryfitów. Jego średnica to ok. 25 metrów, a wysokość ok. 7 m. Gródek powstał być może po 1228 roku gdy okoliczne tereny otrzymał Klemens z Ruszczy. W 2 poł. XIV wieku właścicielami wsi i gródka byli bracia Mikołaj i Czader także z rodu Gryfitów[11]
- Kaplica Matki Bożej Akowskiej[12]

## Parki

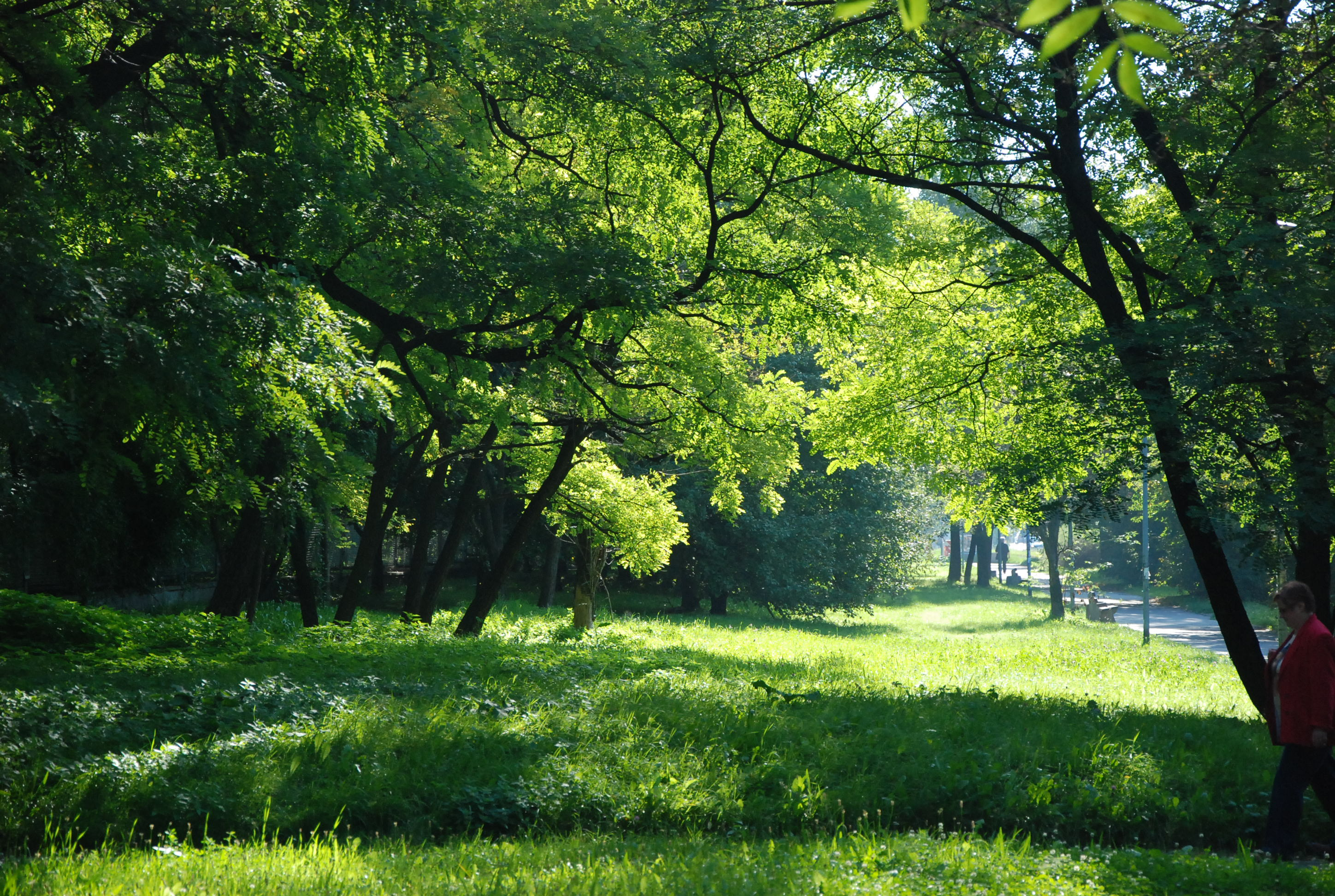
Zabytkowy Park Mieroszewkich

Parki i tereny zielone
- Zabytkowy Park Mieroszewskich
- Park Kępa
- Park Zagórski
- Las Zagórski

## Szkoły podstawowe i średnie[13]

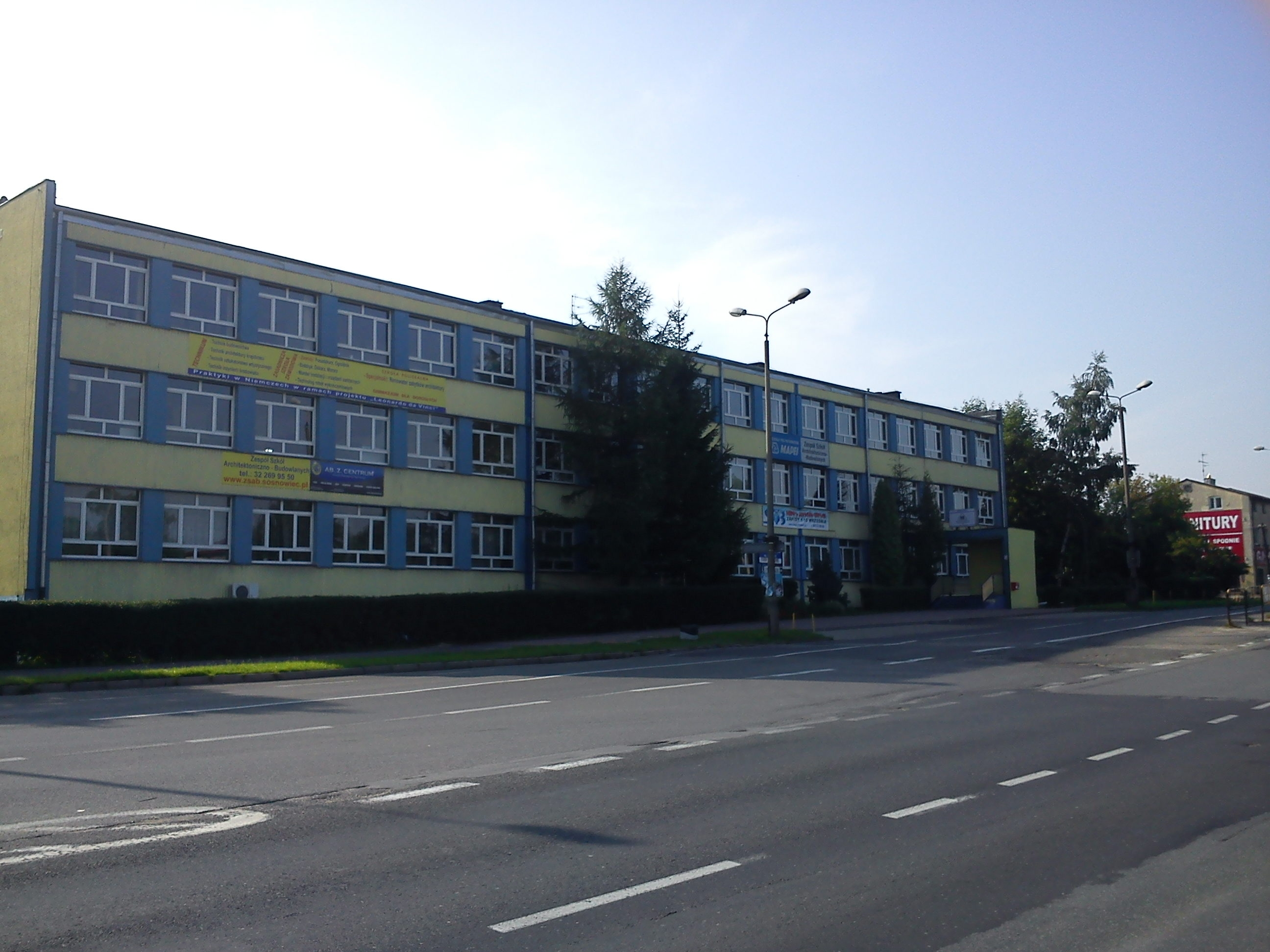
Technikum nr 2 Architektoniczno - Budowlane

- Szkoła Podstawowa nr 9 im. Marii Konopnickiej
- Szkoła Podstawowa nr 23 z Oddziałami Dwujęzycznymi Szkoła Radości
- Szkoła Podstawowa nr 38 im. Tadeusza Kościuszki (w strukturze ZSO 5)
- Szkoła Podstawowa nr 39 im. Kornela Makuszyńskiego
- Szkoła Podstawowa nr 40 (w strukturze ZSO 14)
- Szkoła Podstawowa nr 46 im. Jana Kiepury
- Szkoła Podstawowa nr 47 im. Jana Brzechwy
- IX Liceum Ogólnokształcące im. Wisławy Szymborskiej
- Zespół Szkół Ogólnokształcących nr 5
- Zespół Szkół Ogólnokształcących nr 14
- Centrum Kształcenia Zawodowego i Ustawicznego
  - Technikum nr 2 Architektoniczno - Budowlane
  - Branżowa Szkoła I Stopnia nr 2
  - Branżowa Szkoła I Stopnia nr 3 Architektoniczno - Budowlana
  - Branżowa Szkoła I Stopnia Specjalna

## Wspólnoty wyznaniowe
- Kościół rzymskokatolicki:
  - Parafia Jezusa Chrystusa Najwyższego i Wiecznego Kapłana
  - Parafia św. Floriana
  - Parafia św. Joachima
  - Parafia Zesłania Ducha Świętego
  - Parafia Najświętszej Maryi Panny Różańcowej
  - Sanktuarium Matki Bożej Fatimskiej
- Świadkowie Jehowy:
  - Zbór Sosnowiec-Zagórze (Sala Królestwa ul. Lenartowicza 55)[14]

## Sport

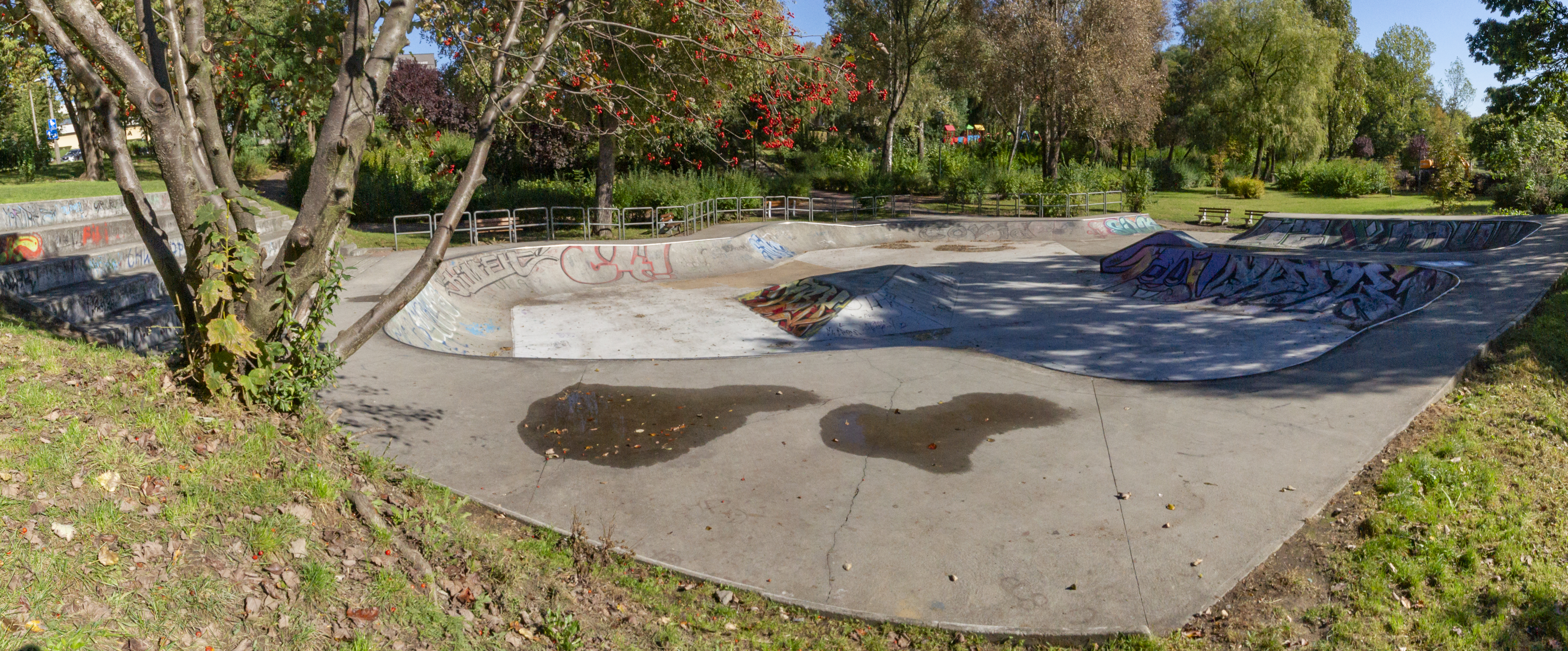
Skatepark w Parku Kępa

- Górnik Zagórze – klub powstał w 1945 r. Obecnie występuje jako Górnik Sosnowiec.
- Naprzód Zagórze – klub powstał w 1917 r. Obecnie nie istnieje.
- Sosnowiecki Klub Motocrossowy Moto Sosnowiec[15]
- Stadion i hala sportowa
- Skatepark
- strzelnica sportowa
- Klub sportowy JAS-FBG Sosnowiec

## Urodzeni w Zagórzu
- Grzegorz Augustynik (1847–1929) – ksiądz, działacz społeczno-kulturalny
- Edmund Buła (1926–2012) – generał brygady Wojska Polskiego
- Zygmunt Hempel (1894–1944) – ziemianin, żołnierz Legionów Polskich, oficer w stanie spoczynku Wojska Polskiego (kapitan), w czasie okupacji niemieckiej członek Służby Zwycięstwu Polski i Związku Walki Zbrojnej, współzałożyciel Konwentu Organizacji Niepodległościowych i kierownik Wydziału Wykonawczego Zarządu Głównego KON,
- Zdzisław Lachur (1920–2007) – malarz i grafik, założyciel wytwórni filmów rysunkowych w Bielsku-Białej
- Zbigniew Leliwa-Sujkowski (1898–1954) – żołnierz Pierwszej Kompanii Kadrowej, geolog, docent Uniwersytetu Warszawskiego, szef Biura Studiów Kedywu Armii Krajowej
- Jerzy Talkowski (1934–2024) – ekonomista, samorządowiec, trzykrotnie prezydent Dąbrowy Górniczej
- Adam Wrzosek (1875–1965) – lekarz patolog, antropolog oraz historyk medycyny
- Mirosław Żurek (1919–1989) – żołnierz Batalionów Chłopskich, działacz ludowy, poseł na Sejm PRL
- Lidia Babiuch (ur. 1925) – polska lekarka chorób zakaźnych, profesor nauk medycznych, organizatorka pierwszej w Polsce kliniki dla chorych na AIDS, żona premiera PRL Edwarda Babiucha
- Klaudiusz Jędrusik (1928-1986) – artysta, współzałożyciel Grupy St-53, autor mozaiki w kinie „Kosmos” w Katowicach